# Chicago Sun-Times
Treść tego artykułu może nie być zgodna z zasadami neutralnego punktu widzenia.
Dokładniejsze informacje o tym, co należy poprawić, być może znajdują się w dyskusji tego artykułu.
 Po wyeliminowaniu niedoskonałości należy usunąć szablon [[Szablon:Dopracować|]] z tego artykułu.
Chicago Sun-Times – bulwarowy dziennik wydawany od 1948 w Chicago przez Sun-Times Media Group.
„Chicago Sun-Times” to tabloid, wyróżniający się krzykliwymi pierwszymi stronami. Mimo niższego nakładu zarabia więcej niż konkurencyjny „Chicago Tribune”.